# Marc Lavoine
Marc Lucien Lavoine (sinh 6 tháng 8 năm 1962) là một ca sĩ, nhạc sĩ và diễn viên người Pháp. Năm 1985, bản hit "Elle a les yeux revolver..." của ông đạt vị trí thứ tư trên French Singles chart và đánh dấu cho sự khởi đầu của sự nghiệp ca hát thành công của ông. Ông tham gia diễn xuất trong loạt phim truyền hình Crossing Lines trong vai Louis Daniel, người đứng đầu đội cảnh sát của Tòa án Hình sự Quốc tế chuyên điều tra về các tội phạm vượt biên vào Châu Âu.

## Sự nghiệp
Lavoine sinh ra tại Longjumeau, gần thủ đô Paris. Ông phát hành album đầu tay của mình Le Parking des Anges với bài hát "Elle a les yeux revolver..." vào năm 1985 và rất được giới trẻ yêu thích. Vào năm 1987, Lavoine phát hành album thứ hai mang tên Fabriqué. Đĩa đơn của ông, "Qu'est-ce que t'es belle" là một bản song ca với Catherine Ringer, trưởng nhóm nhạc Les Rita Mitsouko. Album thứ ba của ông Les Amours Du Dimanche được phát hành vào năm 1989, nó được bán tới 300.000 bản copy.
Năm 1992, đĩa đơn "Paris" đồng thời cũng là ca khúc chủ đề trong album thứ tư của ông cùng ca khúc "L'Amour de trente secondes" gặt hái được nhiều thành công. Năm 1993, Lavoine phát hành album thứ năm Faux Rêveur. Album thứ sáu của ông có tên Lavoine-Matic được phát hành vào năm 1996, bao gồm cả đĩa đơn "C'est ça la France", một bài hát về lòng bao dung và được trao giải Video ca nhạc xuất sắc nhất từ Victoire de la Musique. Album thứ bảy của ông được phát hành vào năm 1999 mang tên Septième Ciel với ca khúc chủ đề "Les Tournesols".
Album thứ tám của Lavoine không có tiêu đề được phát hành vào năm 2001. Giống như những album trước đó, ông kết hợp với các ca sĩ nữ bao gồm nữ ca sĩ và diễn viên người Ý Cristina Marocco, ca sĩ Françoise Hardy và diễn viên nữ Claire Keim. Năm 2003, ông tiếp tục phát hành đĩa đơn "Dis-moi que l'amour" và một album trình diễn trực tiếp với tựa đề Olympia Deux Mille Trois. Album thứ chín của Lavoine có tên L'Heure d'été, bao gồm các đĩa đơn "Je me sens si seul", "Toi mon amour" và "J'espère", kết hợp với nữ ca sĩ người Bỉ gốc Việt Quỳnh Anh. Ông cũng viết bài hát "Bonjour Vietnam" như một món quà dành tặng cho cô.

## Cuộc sống cá nhân
Marc Lavoine có một người con trai tên là Simon từ cuộc hôn nhân đầu tiên của ông với cựu người mẫu Denise Pascale của tạp chí Vogue.
Năm 1995, ông kết hôn với Sarah Poniatowski (đến từ nhà Poniatowski, gốc Ba Lan); họ có với nhau ba người con: Yasmine (sinh 1998), Roman (sinh 2007) và  Milo (sinh 2010). Họ ly hôn vào năm 2018.
Vào ngày 25 tháng 7 năm 2020, ông kết hôn với tiểu thuyết gia Line Papin. Họ ly hôn vào năm 2022.
Ông hiện giờ sinh sống tại Paris và đã ra mắt vô số album bên cạnh tham gia diễn xuất trong nhiều bộ phim.
Lavoine là thành viên của tổ chức từ thiện Les Enfoirés từ năm 1996. Không có hoạt động từ thiện nào khác của ông được biết đến.

## Danh sách đĩa nhạc

### Album phòng thu
- 1985: Marc Lavoine (Philips)
- 1987: Fabriqué (Avrep/PolyGram)
- 1989: Les Amours du dimanche (Avrep/PolyGram)
- 1991: Paris (Avrep/PolyGram)
- 1993: Faux rêveur (BMG)
- 1996: Lavoine Matic (Avrep/RCA/BMG)
- 1999: 7e ciel (Avrep/RCA/BMG)
- 2001: Marc Lavoine (Mercury France/Universal)
- 2005: L'Heure d'été (Mercury France/Universal)
- 2009: Volume 10 (Mercury France/Universal)
- 2012: Je descends du singe (Barclay)
- 2018: Je reviens à toi (Universal Music Division Barclay)

### Album trực tiếp
- Live (1988, Avrep)
- Olympia Deuxmilletrois (2003, Mercury/Universal)

### Album tuyển tập
- 85-95 (1995, Avrep/RCA/BMG)
- C'est ça Lavoine: L'essentiel (2001, Avrep/RCA/BMG) 1984–1999
- Les Duos de Marc (2007, Mercury/Universal)
- Les Solos de Marc (2007, RCA/Sony BMG)
- La Collection de Marc (2007, Mercury/Universal)